# Соколов, Александр Алексеевич (изобретатель)
Алекса́ндр Алексе́евич Соколо́в (10 [22] августа 1869, Петропавловск, Акмолинская область — 9 декабря 1943) — генерал-майор Русской императорской армии, бригадный инженер РККА, разработчик колёсного станка для пулемёта Максима.

## Биография
Родился в 1869 году в Петропавловске в крестьянской семье.
В 1887 году окончил Омский кадетский корпус, в 1890 году — Михайловское артиллерийское училище. Сразу после выпуска из училища начал служить в 24-й артиллерийской бригаде (до 1896 года), где его сослуживцем был П. П. Третьяков, совместно с которым Соколов впоследствии много лет работал над своими изобретениями.
В 1896 году штабс-капитан Александр Соколов поступил в Михайловскую артиллерийскую академию. Закончил её в 1899 году по 1-му разряду. Работал помощником начальника мастерских на Петербургском орудийном заводе (до 1903 года).
В 1903 году Соколов был назначен начальником мастерских Артиллерийской технической школы. В 1904 году он начал служить в Главном артиллерийском управлении (ГАУ) делопроизводителем младшего оклада. Получил чин гвардии полковника 6 декабря 1908 года. С 1913 года Александр Алексеевич являлся постоянным членом оружейного и технического отделения ГАУ, а через пять лет стал членом Артиллерийского комитета ГАУ и постоянным членом Комиссии особых артиллерийских опытов (КОСАРТОП). Соколов стал генерал-майором 6 декабря 1915 года, старшинство в этом чине было установлено с 1 апреля 1916 года.
После Февральской и Октябрьской революций, в 1927 году, Соколов получил должность инженера в конструкторском бюро Артиллерийского комитета. В 1932—1934 годах являлся преподавателем Артиллерийской академии РККА. В 1934 году Соколов вышел в отставку в звании бригадного инженера. После этого работал консультантом на заводе оборонной промышленности.
В годы Второй мировой войны Александр Соколов выполнял особые задания Артиллерийского управления Ленинградского фронта.
Похоронен на Большеохтинском кладбище.

## Изобретения
Конструкторская деятельность А. А. Соколова была весьма разносторонней. Он занимался разработкой и проектированием пулеметных станков, орудийных лафетов, артиллерийских дальномеров и прицельных приспособлений, а также транспортных средств и конской амуниции. Кроме станка к пулемёту Максима, за который он ещё в царские времена был удостоен малой Михайловской премии (1911), к числу его изобретений можно отнести прицел к 6-дюймовой пушке системы Кане и командирский прибор для стрельбы по воздушным целям. Его колесный станок использовался в русской армии с 1910 года в течение нескольких десятилетий. Долговечность станка полковника Соколова объясняется хорошей устойчивостью всей конструкции при стрельбе, хотя он имел и ряд недостатков: большую массу и сложность изготовления.

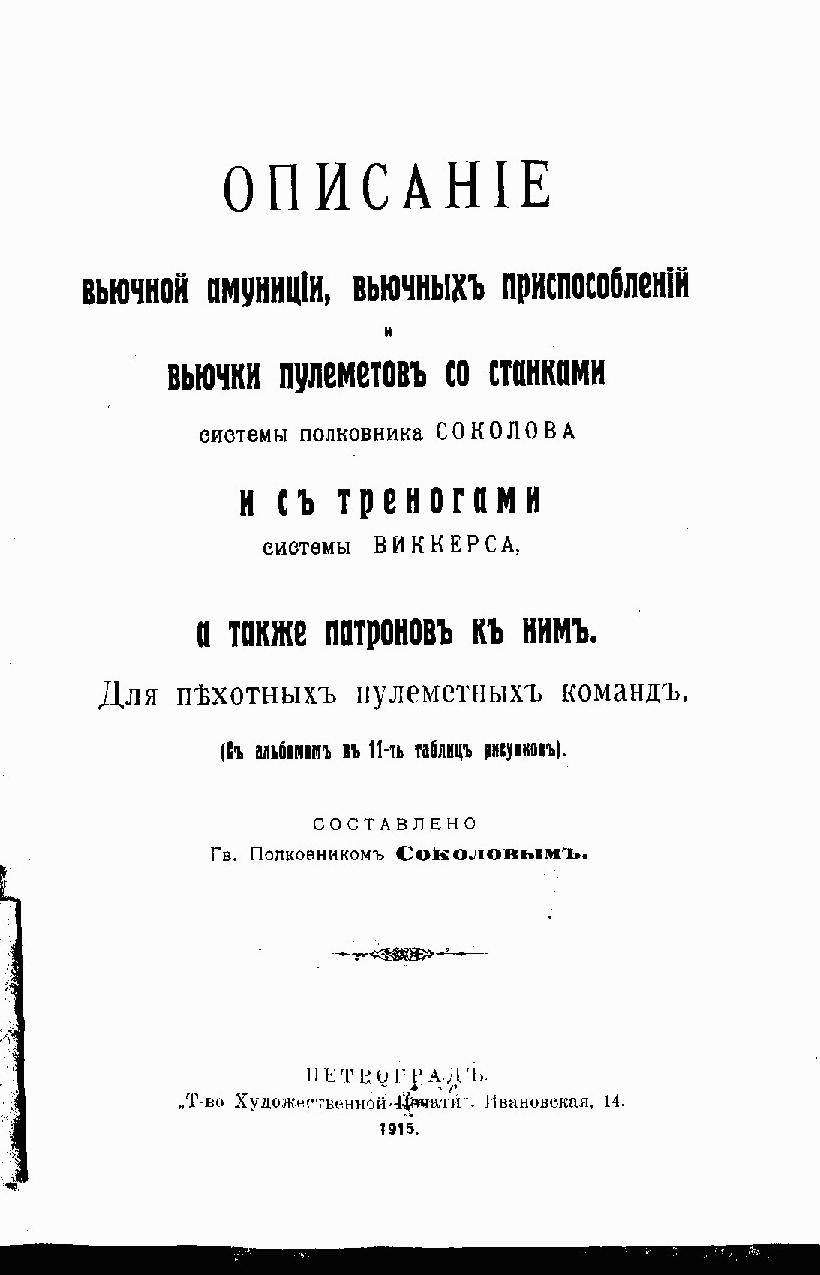
Обложка «Описания вьючной амуниции» (1915)

## Сочинения
- А. А. Соколов, «Атлас чертежей пулеметной двуколки для кавалерии системы полковника Соколова» // Артиллерийский журнал, СПб., 1914.
- А. А. Соколов, Чертежи к описанию устройства и укладки патронных и пулеметных двуколок системы полковника Соколова для пулеметных команд пехоты: со станками системы полковника Соколова или треногами Виккерса. — Петроград: Т-во Художественной Печати, 1915.
- А. А. Соколов, Мнемоническая таблица азбуки Морзе, Спб: Т-во Художественной Печати, 1912.
- А. А. Соколов, Описание вьючной амуниции…, Петроград: Т-во Художественной Печати, 1915.
- Патронная и пулеметная двуколки системы Гв. полковника Соколова : Устройство их и описание укладки имущества в них : Таблицы укладки пулеметного имущества в ящиках и свертках, возимых в инструментальных двуколках : Для пехотных пулеметных команд, снабженных пулеметными станками системы Полковника Соколова или треногами системы Виккерса / Составлено Гв. полк. Соколовым. — Петроград : Т-во художественной печати, 1915. — 83 с.; 27[3].